# Hrabstwo Lee (Karolina Północna)
Hrabstwo Lee (ang. Lee County) – hrabstwo w stanie Karolina Północna w Stanach Zjednoczonych.

## Geografia
Według spisu z 2000 roku obszar całkowity hrabstwa obejmuje powierzchnię 259 mil2 (670,81 km²), z czego 257 mil2 (665,63 km²) stanowią lądy, a 2 mile2 (5,18 km²) stanowią wody. Według szacunków United States Census Bureau w roku 2012 miało 59 715 mieszkańców. Jego siedzibą administracyjną jest Sanford.

### Miasta
- Broadway
- Sanford